# Сивоглав скорец
Сивоглавият скорец (Sturnia malabarica) е вид птица от семейство Скорецови (Sturnidae).

## Разпространение
Видът е разпространен в Индия и Югоизточна Азия.